# 聶伯烏克蘭
第聶伯烏克蘭（羅馬化：Naddniprians’ka Ukrayina），是烏克蘭的一個歷史地區，範圍包括了第聶伯河的中游地區，包括了現在的基輔州、波爾塔瓦州、基洛夫格勒州和切爾卡瑟州西部，文尼察州和日托米爾州東部地區。第聶伯烏克蘭這一地名出現在16世紀末期之後。